# Tân tinh

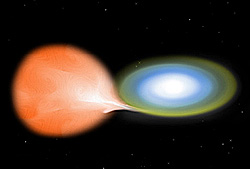
Minh họa một sao lùn trắng bồi tụ hiđrô từ một sao đồng hành lớn hơn.

Tân tinh hay sao mới là một vụ nổ hạt nhân lớn xảy ra trên sao lùn trắng, khiến cho nó bất thình lình sáng lên. Không nên nhầm lẫn tân tinh với những hiện tượng sáng lên khác như siêu tân tinh hoặc tân tinh phát ra ánh sáng đỏ (luminous red novae). Tân tinh được cho là xảy ra tại bề mặt của một sao lùn trắng trong hệ sao đôi. Nếu hai sao trong hệ nằm gần nhau, vật chất từ một sao đồng hành có thể bị sao lùn trắng hút về. Hiện tượng tân tinh là do các khí plasma hiđrô bồi tụ dần trên bề mặt sao lùn trắng đến một giới hạn xảy ra phản ứng tổng hợp hạt nhân không kiểm soát.

## Từ nguyên
Tân tinh có nguồn gốc từ chữ Hán 新星.